# 1-Fluoro-2,4-dinitrobenzène
Le 1-fluoro-2,4-dinitrobenzène, ou réactif de Sanger, couramment appelé dinitrofluorobenzène (DNFB), est un composé chimique de formule C6H3F(NO2)2. Il est utilisé dans le séquençage de peptides tels qu'hormones peptidiques, protéines et enzymes.
Sa synthèse a été décrite en 1904 par Holleman et Beekman à partir de 4-fluoronitrobenzène, lui-même obtenu précédemment à partir de 4-nitroaniline, puis sa production à partir de 1-chloro-2,4-dinitrobenzène par réaction avec le fluorure de potassium KF dans le nitrobenzène C6H5NO2 a été mise au point en 1936 par Gottlieb :

Production du réactif de Sanger par la méthode de H. B. Gottlieb.

Cette méthode de synthèse a par la suite été optimisée afin d'en améliorer le rendement.
Le biochimiste britannique Frederick Sanger, qui reçut le prix Nobel de chimie en 1958 puis en 1980, a décrit en 1945 l'application de ce composé au séquençage de l'insuline, plus précisément à la détermination de l'acide aminé de l'extrémité N-terminale de ses chaînes polypeptidiques.
Dans cette méthode, l'acide aminé N-terminal d'une chaîne peptidique réagit avec le DNFB et se retrouve « marqué » par un résidu dinitrophényle ; il ne reste plus qu'à identifier l'acide aminé lié au dinitrophényle une fois tous les acides aminés libérés par hydrolyse acide complète du polypeptide pour connaître l'acide aminé N-terminal d'une chaîne peptidique.

Méthode de Sanger de détermination de l'acide aminé N-terminal :
A : fixation d'un résidu dinitrophényle sur l'acide aminé N-terminal
B : hydrolyse acide totale du polypeptide, libérant tous les acides aminés, dont l'acide aminé N-terminal lié au résidu dinitrophényle.